# Sent Andrieu de Ròcapertús
Sent Andrieu de Ròcapertús (en francès Saint-André-de-Roquepertuis) és un municipi francès situat al departament del Gard i a la regió d'Occitània.